# Sambesi
Der Sambesi (auch Zambezi oder Zambesi) ist nach Nil, Kongo und Niger mit 2574 km Fließstrecke der viertlängste Fluss in Afrika und der größte afrikanische Strom, der in den Indischen Ozean fließt. Das Einzugsgebiet umfasst Gebiete in acht Staaten im südlichen Afrika und umfasst etwa 1,33 Millionen Quadratkilometer (km²), was etwa der Hälfte dessen des Nil entspricht. Damit handelt es sich um das viertgrößte Flusssystem in Afrika. Weltweit ist er vor allem durch die Victoriafälle bekannt. Er liegt im südlichen Afrika.
Die Quelle des Sambesi befindet sich im Zambezi Source National Forest und liegt auf der Lundaschwelle in Sambia, nahe den Grenzen zur Demokratischen Republik Kongo und Angola. Er fließt durch Angola, Sambia und Mosambik, wo er in einem 880 km² großen Delta in die Straße von Mosambik mündet. Er bildet auch teilweise die Grenze von Sambia und Namibia sowie Sambia und Simbabwe, wo er auf Höhe der Städte Livingstone (Sambia) und Victoria Falls den mächtigsten Wasserfall Afrikas, die Victoriafälle, bildet und dort etwa 110 Meter in die Tiefe fällt. Weitere Wasserfälle sind die Chavumafälle an der Grenze zwischen Sambia und Angola und die Ngonyefälle, die sich nahe Sioma im Westen Sambias befinden. Der Fluss wird über seine gesamte Länge von lediglich fünfzehn Brücken überspannt (vgl. unten: Bedeutung als Verkehrsweg).
Die Wasserkraftwerksanlagen der Cahora-Bassa-Talsperre versorgen Südafrika über eine 1420 Kilometer lange Gleichstromübertragungsleitung, die HGÜ Cahora Bassa, mit Elektrizität. Der Sambesi ist im Unterlauf ab Tete schiffbar. Im Sambesi kommen bis heute Flusspferde vor.

## Verlauf

### Quelle
Der Sambesi entspringt in einem sumpfigen Regenwaldgebiet des Mitumba-Gebirges im Nordwesten Sambias auf etwa 1500 m Höhe, an der Grenze zur Demokratischen Republik Kongo. Das Quellgebiet liegt somit nördlich von Mwinilunga bei Kalene Hill im sambischen Zipfel zwischen Angola und der DR Kongo. Östlich seiner Quelle liegt die Wasserscheide zwischen den Einzugsgebieten des Sambesi und des Kongos (Lualaba), die sich als Höhenzug nahezu von Osten nach Westen zieht.
Nach Süden entwässert das Flussgebiet des Westlichen Lunga.
Der Sambesi verläuft zunächst wenige Kilometer nach Norden, dann nach Westen, und erreicht nach knapp 100 Flusskilometern, etwa 90 km westlich von Kalene Hill, das Territorium Angolas.

### Oberlauf
Nachdem der Sambesi etwa 240 Kilometer in südwestliche Richtung fließt, macht er einen Bogen nach Süden und vergrößert sich durch zahlreiche Nebenflüsse. Einige Kilometer oberhalb von Kakengi weitet sich das Flussbett von 100 auf etwa 350 Meter auf. Unterhalb von Kakengi folgen einige Stromschnellen, die zu den Chavumafällen führen, die als obere Grenze des etwa 600 Kilometer langen Oberlaufes gelten, auf dem der Strom um nur 180 Höhenmeter fällt. Von dort fließt der Sambesi durch eine felsige Schlucht.
Der erste große mündende Nebenfluss ist der Kabompofluss im nördlichen Sambia, weiter südlich fließt der Lungwebungu-Fluss zu. Die Savanne, durch die der Fluss bisher verlief, wird von offenem Buschland abgelöst, das mit Borassuspalmen bewachsen ist. Dichtere Vegetation ist auf einen wenige hundert Meter schmalen Waldstreifen begrenzt, die das Umland des Sambesi und seiner Zuflüsse während der ersten 160 Flusskilometer bedecken.
Die folgende Gefällestrecke verläuft über etwa 350 Kilometer von 1050 m ü. M. bei den Chavumafällen bis auf 1000 m ü. M. bei Kakengi. Von dort bis zu den Victoriafällen ist der Verlauf gleichmäßig und fällt nur wenig weiter ab. Hier liegen die Zambezi Floodplains oder Barotse Flood Plains, ein Ramsar-Schutzgebiete. 30 Kilometer unterhalb der Einmündung des Lungwebungu wird die Landschaft sehr flach und während der Regenzeit großflächig überflutet. Weitere 80 Kilometer flussabwärts münden mit dem Luena und dem Luanginga, der ein großes Einzugsgebiet im Westen hat, zwei weitere Zuflüsse.
Kurz unterhalb davon liegt Lealui, eine der größten Städte des Lozi-Volkes, die die halbautonome Region von Barotseland bevölkern. Der Führer der Lozi hat zwei Niederlassungen in Lealui und Limulunga, das aufgrund seiner hohen Lage während der Regenzeit als Hauptstadt dient. Der jährliche Umzug von Lealui nach Limulunga ist ein Großereignis, das mit einem von Sambias bekanntesten Festen, der Kuomboka-Zeremonie gefeiert wird.

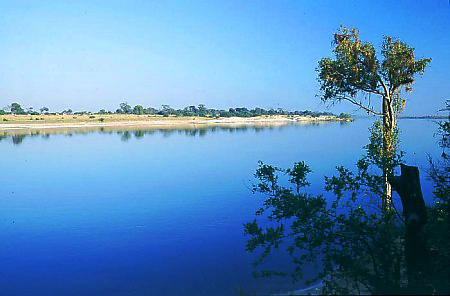
Der Sambesi im nordwestlichen Sambia

Unterhalb von Lealui biegt der Sambesi nach Südosten ab. Über die folgenden 240 km Flussstrecke münden ausschließlich Zuflüsse von Osten, ehe erst der Cuando wieder von Westen mündet. Auf diesem Abschnitt liegen die Ngonyefälle und weitere Stromschnellen. Südlich davon begrenzt der Fluss die zu Namibia gehörende Sambesi-Region, welche unter dem Namen Caprivizipfel der damaligen Kolonie Deutsch-Südwestafrika einen eigenen Zugang zum Sambesi ermöglichte.
Unterhalb der Vereinigung des Sambesi und des Cuando wendet sich der Strom exakt nach Osten. Hier ist er sehr breit und flach, bei einer langsamen Fließgeschwindigkeit. In seinem weiteren Verlauf nach Osten geht der Sambesi in das große afrikanische Zentralplateau über, wo er eine Schlucht erreicht, die in den Victoriafällen endet. Dort stürzt der Sambesi auf einer Breite von 1708 Meter über eine 110 Meter abfallende Felswand.

### Mittellauf

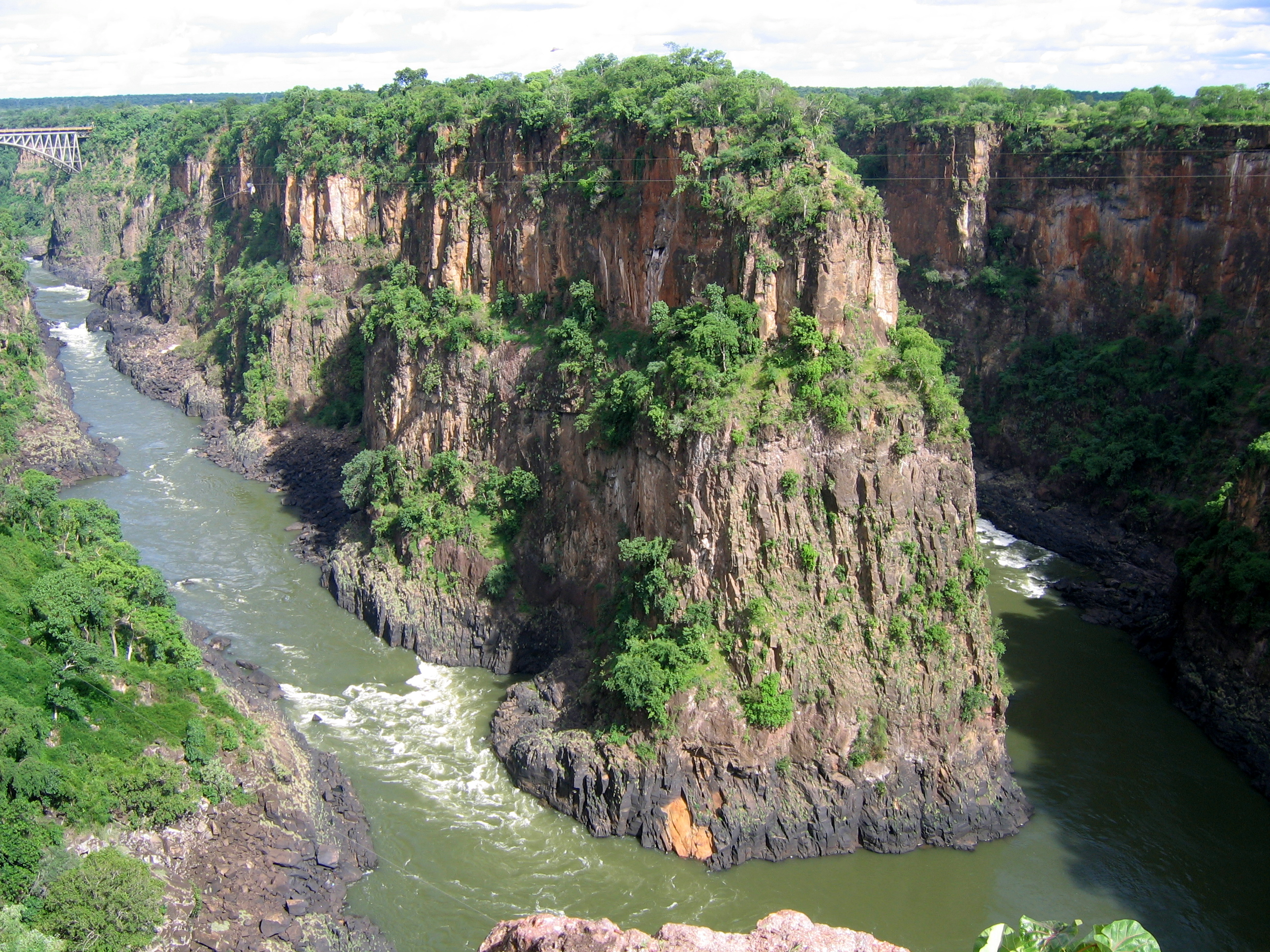
Schlucht unterhalb der Victoriafälle

Die Victoriafälle werden als Grenze zwischen dem Oberlauf und dem Mittellauf des Sambesi angesehen. Der Flussverlauf nach Osten fährt über weitere 200 km fort, dabei schneidet er durch senkrechte Basaltwände von bis zu 250 Meter Höhe. Die Geschwindigkeit der Strömung ist in diesen Schluchten hoch, gelegentlich wird sie von Steinbänken unterbrochen. Im Anschluss an diese Schluchten folgt eine Reihe von Stromschnellen, die 240 Kilometer unterhalb der Victoriafälle enden. Im Verlauf dieser Strecke fällt der Fluss um 250 Meter. Bis zum Bau von Brücken und Talsperren galten die Sambesi-Steilhänge des Mittellaufes als unüberwindlich.

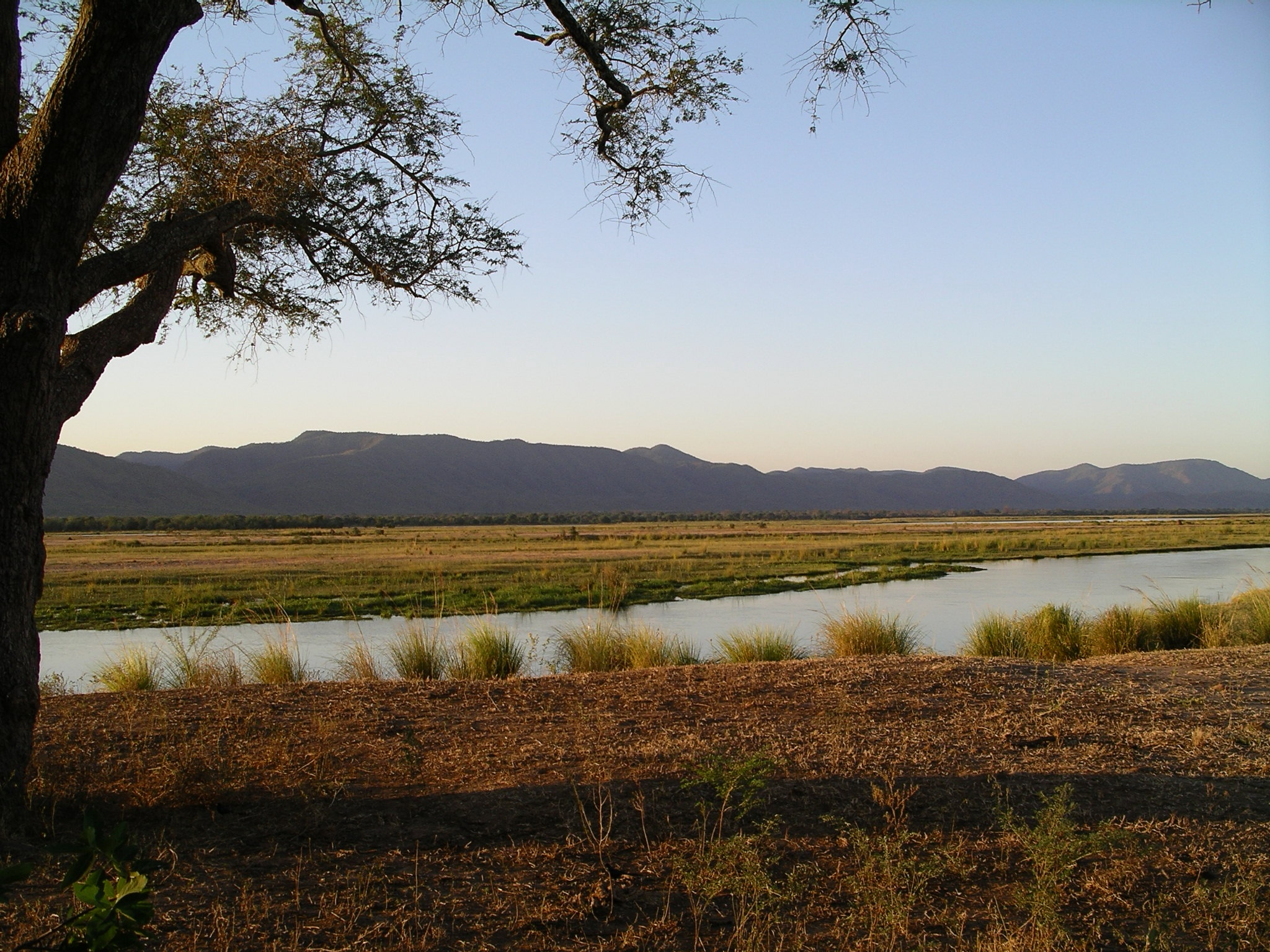
Sambesi im Mana-Pools-Nationalpark unterhalb des Kariba-Staudamms

Im Anschluss fließt der Sambesi in den Kariba-Stausee, der 1959 nach dem Bau (1955–1959) der Kariba-Talsperre entstand. Der See ist einer der größten künstlichen Seen der Welt, die Wasserkraftwerke des Staudammes liefern Strom für einen Großteil von Sambia und Simbabwe. Die Zambezi River Authority als binationale Behörde ist für den Komplex verantwortlich.
Der Luangwa und der Kafue sind die beiden größten linksseitigen Zuflüsse des Sambesi. Der Kafue mündet als ruhig fließender und tiefer Strom in einer Breite von 180 Metern in den Sambesi. Ab diesem Punkt ändert der leicht nach Norden abweichende Verlauf des Flusses seine Richtung wieder direkt nach Osten und überquert mit dem Zufluss des Luangwa die Grenze nach Mosambik.
Der mittlere Sambesi endet mit dem Cahora-Bassa-Stausee. Auch dieser See entstand durch den Bau eines Staudammes (1969–1979), vorher befanden sich an dessen Stelle die gefährlichen Stromschnellen von Kebrabassa.

### Unterlauf
Die unteren 640 Kilometer des Sambesi von Cahora Bassa bis zum Indischen Ozean sind schiffbar, wobei der Fluss in der Trockenzeit an vielen Stellen sehr seicht ist. Dies wird dadurch begünstigt, dass der Sambesi in ein breites Tal übergeht und sich über ein großes Gebiet aufteilt. Nur an einem Punkt, in der Lupata-Schlucht, wird der Fluss durch Hügel auf eine Breite von 200 Metern begrenzt. Ansonsten erstreckt er sich in vielen einzelnen Flussläufen über eine Breite von fünf bis acht Kilometer. Das Flussbett ist sandig, die Böschung ist niedrig und von Riffen gesäumt. Zuweilen vereinigen sich die einzelnen Läufe zu einem einzigen breiten, schnell fließenden Strom, vor allem in der Regenzeit.

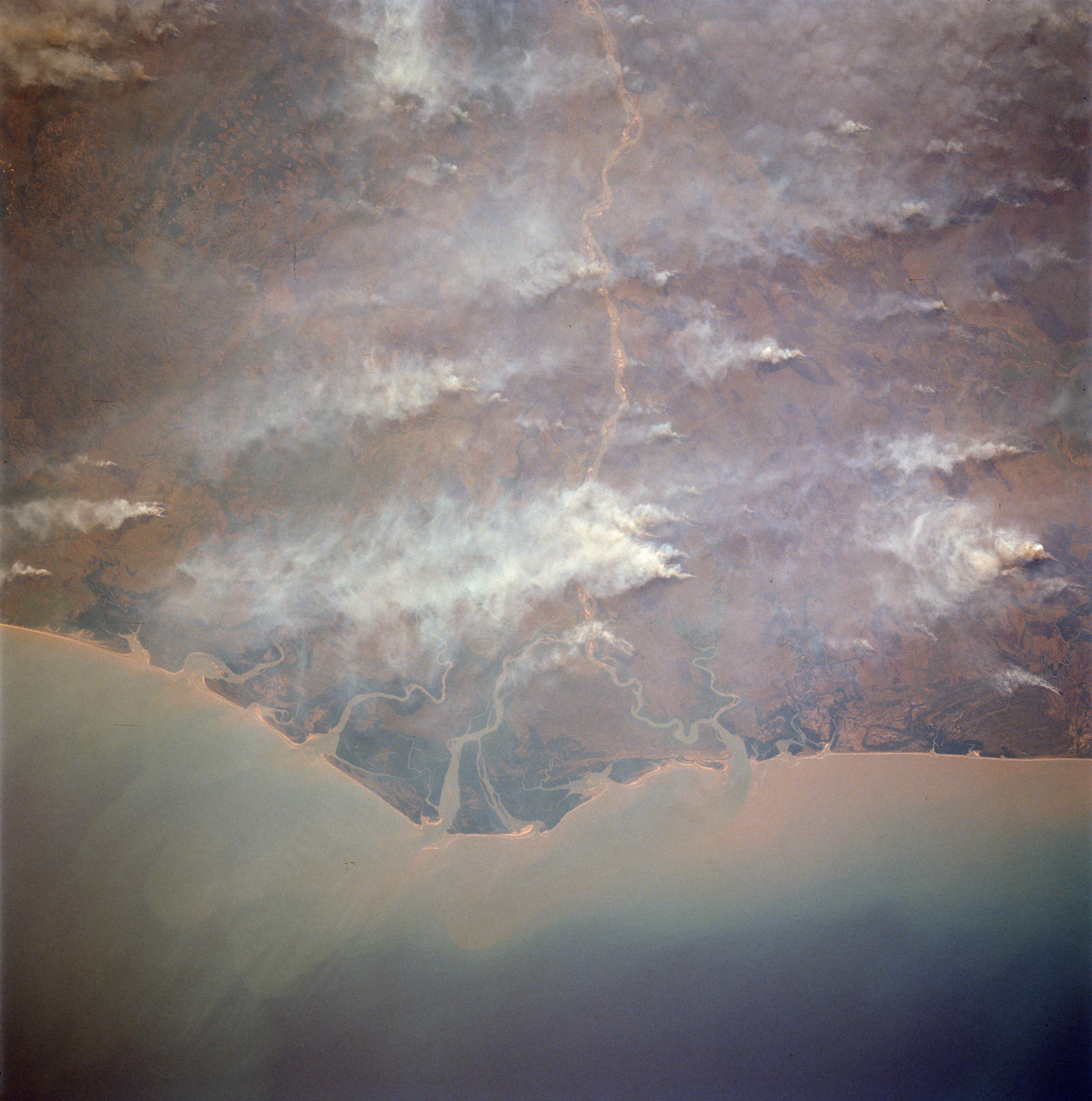
Das Sambesi-Delta

Etwa 260 Kilometer vom Meer entfernt empfängt der Sambesi mit dem Shire Zufluss aus dem Malawisee. Näher zur Küste hin bildet er ein weitgefächertes Flussdelta, das aus zahlreichen Ästen besteht. Jede der vier Hauptmündungen Milambe, Kongone, Luabo und Timbwe ist von Sandbänken umgeben. Eine nördlichere Abzweigung, die in der Chinde-Mündung endet, hat eine Tiefe von zwei bis vier Metern und wird zur Navigation benutzt. 100 Kilometer weiter nördlich verläuft der Fluss Quelimane, der wie die gleichnamige Stadt an seiner Mündung heißt. Dieser versandete Fluss erhält in der Regenzeit Wasser aus dem überfluteten Sambesi. Das Delta des Sambesi ist heute nur noch halb so breit wie es vor dem Bau der Kariba- und Cahora-Bassa-Talsperren war, welche die saisonalen Variationen des Wasserstandes regulieren.

Das Gefälle des Sambesi als Grafik dargestellt

## Einzugsgebiet
Das Einzugsgebiet des Sambesi ist mit etwa 1.351.000 km² das viertgrößte des Afrikanischen Kontinents. Es erstreckt sich über insgesamt acht Staaten. Den größten Anteil hat Sambia (43 %), gefolgt von Angola (17 %), Simbabwe (16 %), Mosambik (12 %), Malawi (8 %), Tansania (2 %), Botswana (1 %) und Namibia (1 %). Malawi und Tansania sind keine unmittelbaren Sambesi-Anrainer, sie sind über den Malawisee und den Shire mit dem Sambesi verbunden.
Das Einzugsgebiet des Sambesi teilt sich wie folgt auf (ausgehend von 1.351 Mio. km²):
| Staaten    | Einzugsgebiet der Landesfläche in [km²] | Prozent der Fläche des Einzugsgebiets | Prozent der Landesfläche |
| ---------- | --------------------------------------- | ------------------------------------- | ------------------------ |
| Angola     | 235.423                                 | 17,4                                  | 18,9                     |
| Namibia    | 17.426                                  | 1,3                                   | 2,1                      |
| Botswana   | 12.401                                  | 0,9                                   | 2,1                      |
| Simbabwe   | 213.036                                 | 15.8                                  | 54,5                     |
| Sambia     | 574.875                                 | 42,5                                  | 76,4                     |
| Tansania   | 27.840                                  | 2,1                                   | 2,9                      |
| Malawi     | 108.360                                 | 8,0                                   | 91,5                     |
| Mozambique | 162.004                                 | 12,0                                  | 20,2                     |
| Gesamt     | 1.351.365                               | 100                                   |                          |

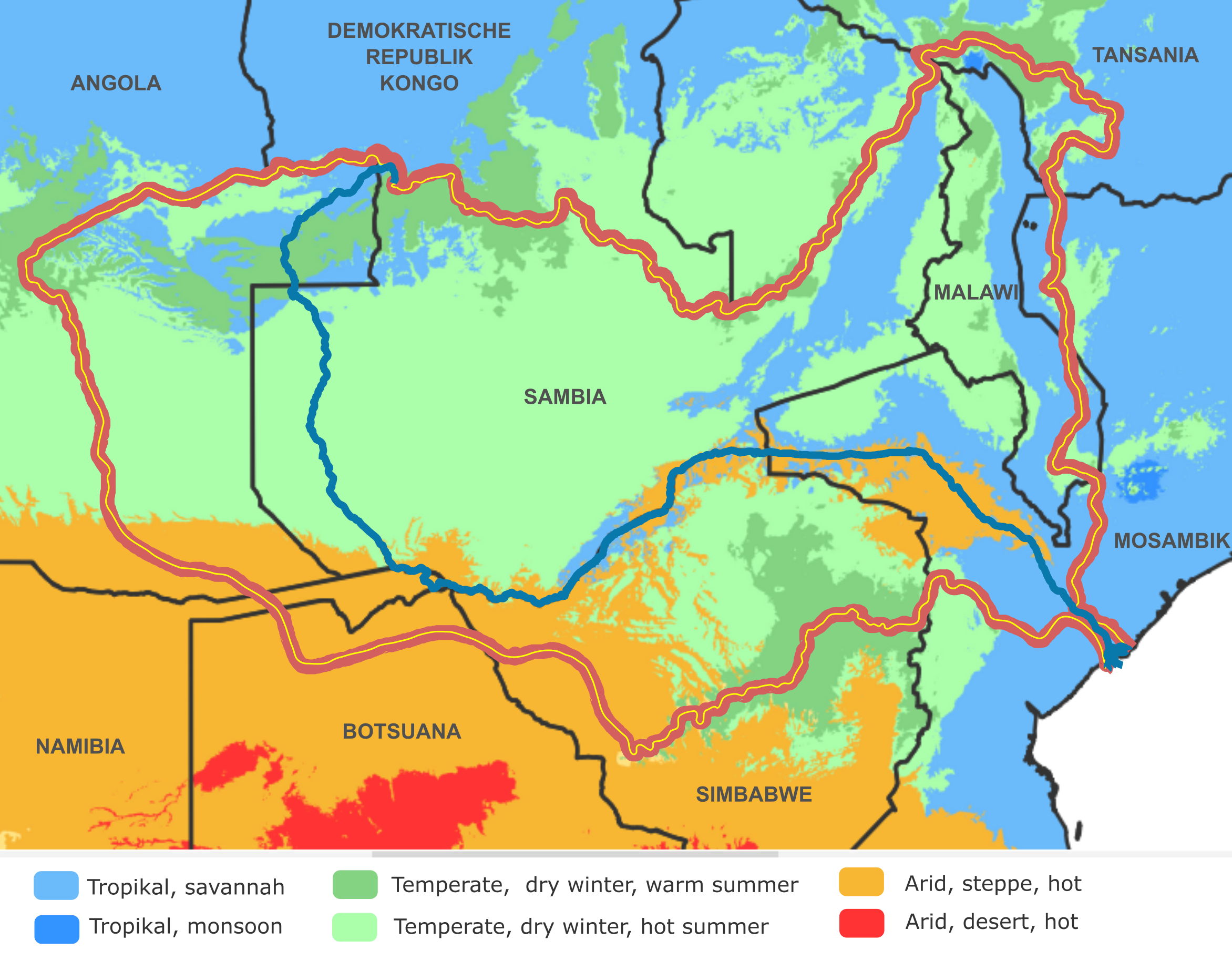
Das Einzugsgebiet des Sambesi nach Köppen-Geiger Klimaklassifiziert.

Das Zentrum des Einzugsgebietes ist ein riesiges, von einer zerklüfteten Kante begrenztes Plateau, das im abgelegenen Inneren aus vielgestaltigen Steinbetten besteht und von den Felsen der Victoriafälle gesäumt wird. Bei Shupanga am unteren Sambesi finden sich in der Trockenzeit Schichten von grauem und gelbem Sandstein, dazwischen Streifen von Kalkstein. Diese sind bis hinter Tete zu finden, wo sie mit größeren Kohlevorkommen auch unterhalb der Victoriafälle einhergehen. Gold enthaltende Felsen kommen an verschiedenen Stellen vor.
Der südliche Teil des Einzugsgebiets liegt überwiegend in ariden Gebieten. Daher erhält der Sambesi sein meistes Wasser aus den nördlichen Zuflüssen. Dies ist besonders am Abflussverhalten des Cundo zu beobachten, dessen Einzugsgebiet von der Größe vergleichbar ist mit dem des Kafue, der aber nur ein Zehntel dessen Abflusses hat.

## Zuflüsse

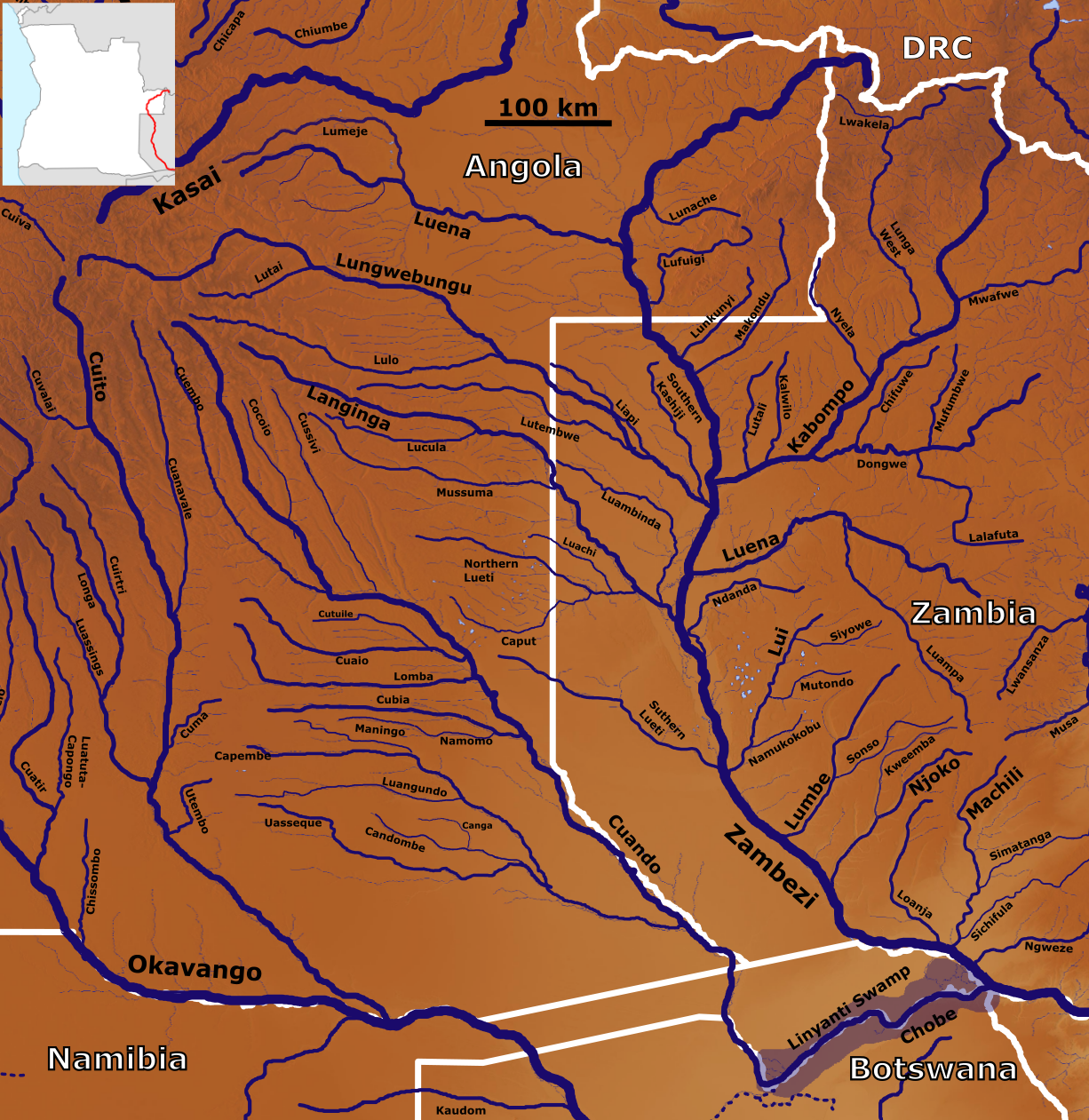
Verlauf des oberen Sambesi mit seinen Nebenflüssen

Der Kabompo entspringt in dem Hochland, das die Wasserscheide zwischen dem Einzugsgebiet des Sambesi und des Kongo bildet. Er wird vom oberen Kabompo selbst und dem Westlichen Lunga gebildet. Er mündet nördlich der Stadt Lukulu, an der Grenze der Westprovinz zur Nordwestprovinz, in den Sambesi. Der Lungwebungu, ein großer Zufluss vom Westen, trifft direkt unterhalb vom Kabompo auf den Sambesi. Er hat in seinem Verlauf eine Breite von bis zu 200 Metern und fließt durch ein mit spärlichem Wald bewachsenes, aus weißem Sand bestehendes Tal, wo er zuweilen Gebiete von mehreren Kilometern Breite überflutet. Im folgt von Westen der kleinere Luanginga.

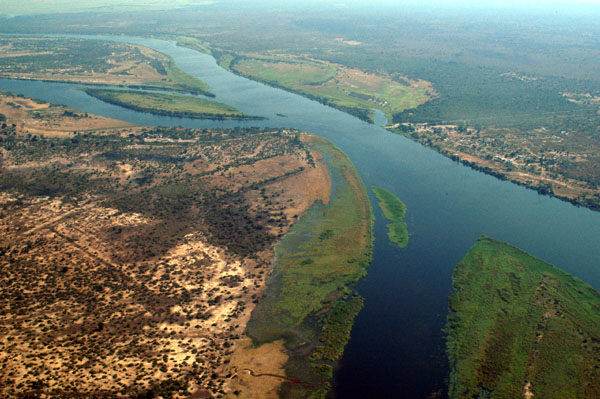
Vereinigung mit dem Cuando

Der Cuando ist, bezogen auf sein Einzugsgebiet, der größte der westlichen Zuflüsse. Er entspringt in Angola und bildet in seinem Verlauf die Grenze zwischen Sambia und Angola, bevor er sich nach Süden und Osten durch den Caprivizipfel zum Sambesi wendet. Im östlichen Teil fließt er über eine Strecke von 110 Kilometer durch einen schilfigen Morast mit angeschwemmten Inseln, bevor er im Süden vom Magwekwana Zufluss erhält, von dem er bei einer Überschwemmung des Okavango überschüssiges Wasser erhält. Der Cuando mündet mit seinem Unterlauf, wo er den Namen Chobe trägt, bei Kazungula, das genau im Vierländereck von Botswana-Namibia-Sambia-Simbabwe liegt, in den Sambesi. Die Ruinen der Hauptstadt des historischen Kololo-Volkes befinden sich an seinem Unterlauf.
Der größte Zufluss des mittleren Sambesi ist der Kafue, der im nördlichen Sambia in einer dicht bewaldeten Gegend entspringt. Er vereinigt sich später mit dem Lunga. Der Itezhitezhi-Damm ist nach der Kafue-Talsperre eine wichtige Energiequelle für Zambia, der das Land praktisch energieautark macht. Das Gebiet des Flusses birgt eine große Vielfalt an Tieren, die in Sambias größtem Nationalpark, dem Kafue-Nationalpark geschützt sind. Am unteren Kafue finden sich mehrere Wasserfälle und Stromschnellen, die den Fluss auf kurzer Strecke über mehrere Hundert Meter abfallen lassen.

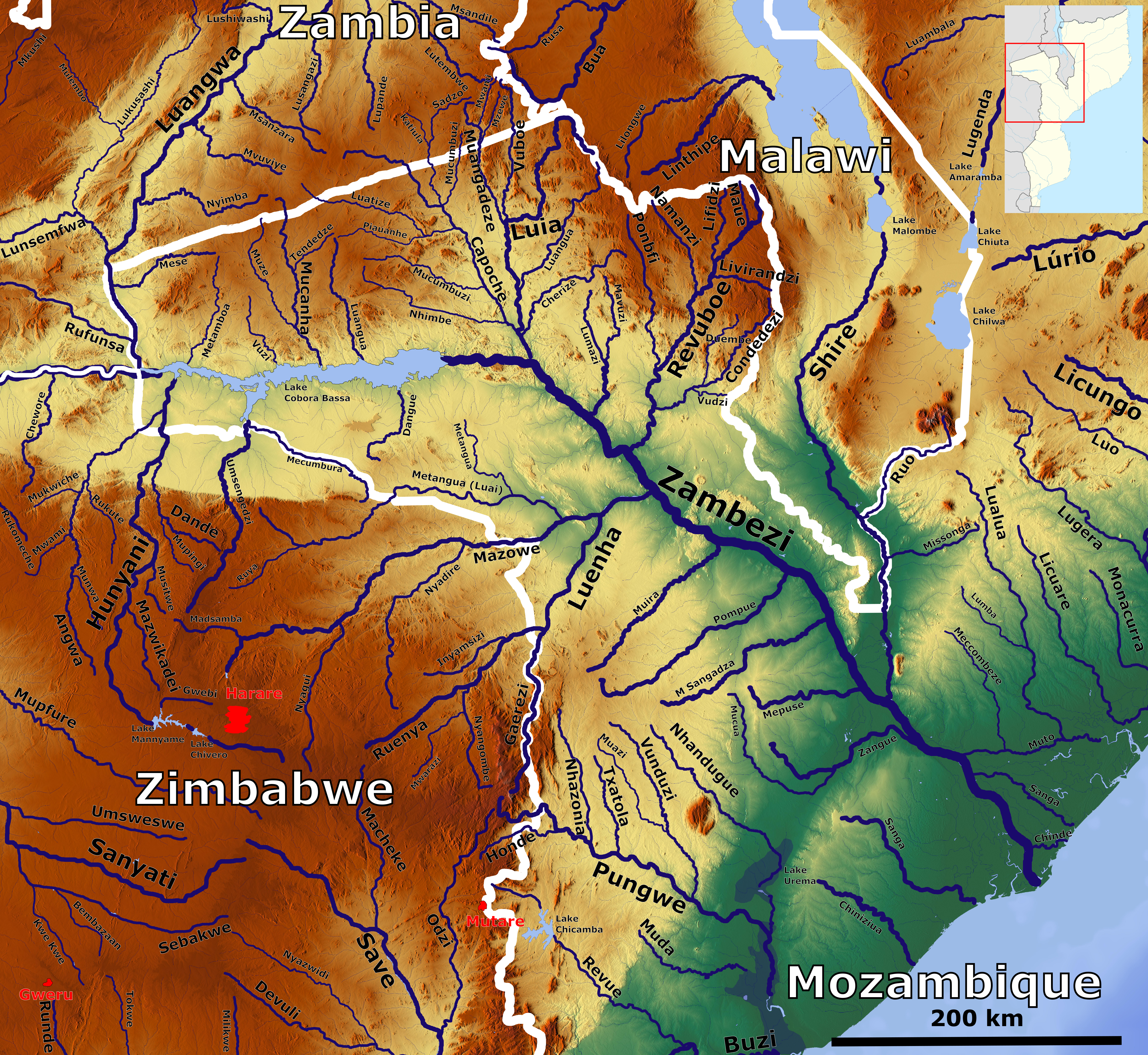
Verlauf des unteren Sambesi mit seinen Nebenflüssen

Der Oberlauf des Luangwa verläuft parallel zum Westufer des Malawisees. Mit zwei Nebenflüssen, dem Lunsemfwa und dem Lukasashi, umfasst sein Einzugsgebiet einen großen Teil des westlichen Plateaus von Sambia. Der Luangwa ist im Allgemeinen flach und recht breit, besitzt aber eine schnelle Fließgeschwindigkeit. Er bildet ein breites Tal, das von steilen Felsanstiegen begrenzt wird. Dieses ist ein bedeutendes Schutzgebiet für Wildtiere und enthält den nördlichen und den südlichen Luangwa-Nationalpark. Der Luangwa bildet mit seinem Unterlauf über 75 Kilometer die Grenze zu Mosambik, bevor er sich, von Osten kommend, mit dem Sambesi oberhalb von Zumbo vereinigt.
Der Shire ist neben dem Kafue und Cuando einer der drei Flüssen mit dem größten Einzugsgebiet. Seine nördlichsten Quellen liegen in Tansania. Er entwässert fast ganz Malawi und den Malawisee. Zusammen mit dem Ruhuhu, dem längsten Quellfluss des Shire, und der Fließstrecke, die sein Wasser für das Durchqueren des Malawisees benötigt, ist der Flusslauf insgesamt ca. 1.200 km lang. Er bildet in seinem Unterlauf einen Teil der Grenze zwischen Mosambik und Malawi.
Vom Süden erhält der Sambesi zahlreiche Zuflüsse, die aus dem nördlichen Simbabwe kommen. Neben zahlreichen kleinen Gewässern sind dies vor allem der Shangani, der Hunyani und der Sanyati. Der Luenha, der im Mashonaland entspringt, mündet unterhalb des Cahora Bassa-Dammes.

## Hydrometrie
Der Gesamt-Abfluss des Sambesi wird mit Werten zwischen 4.200 und 3.251 m³/s angegeben.
Bedingt durch seine Länge und starke Nutzung zur Energiegewinnung ist eine umfangreiche Menge an Abflussdaten des Sambesi verfügbar. Anders als andere Flüsse nimmt teils der Abfluss über den Laufweg ab und wieder zu. Besonders die Verdunstung in den Stauseen und die Bewässerung mindern die Menge des Wassers, das schließlich den Indischen Ozean erreicht. Der letzte Pegel vor der Mündung ist in Muturara, etwa 250 km vor der Mündung und mit einem Einzugsgebiet von 1.035.900 km². Das folgende Diagramm stellt den durchschnittlichen Abfluss des Sambesi vor dem Bau des Kariba Reservoirs (1930–1958) und nach dem Bau des Cahora Bassa Reservoir (1976–1999) dar.

## Erkundung des Flusses

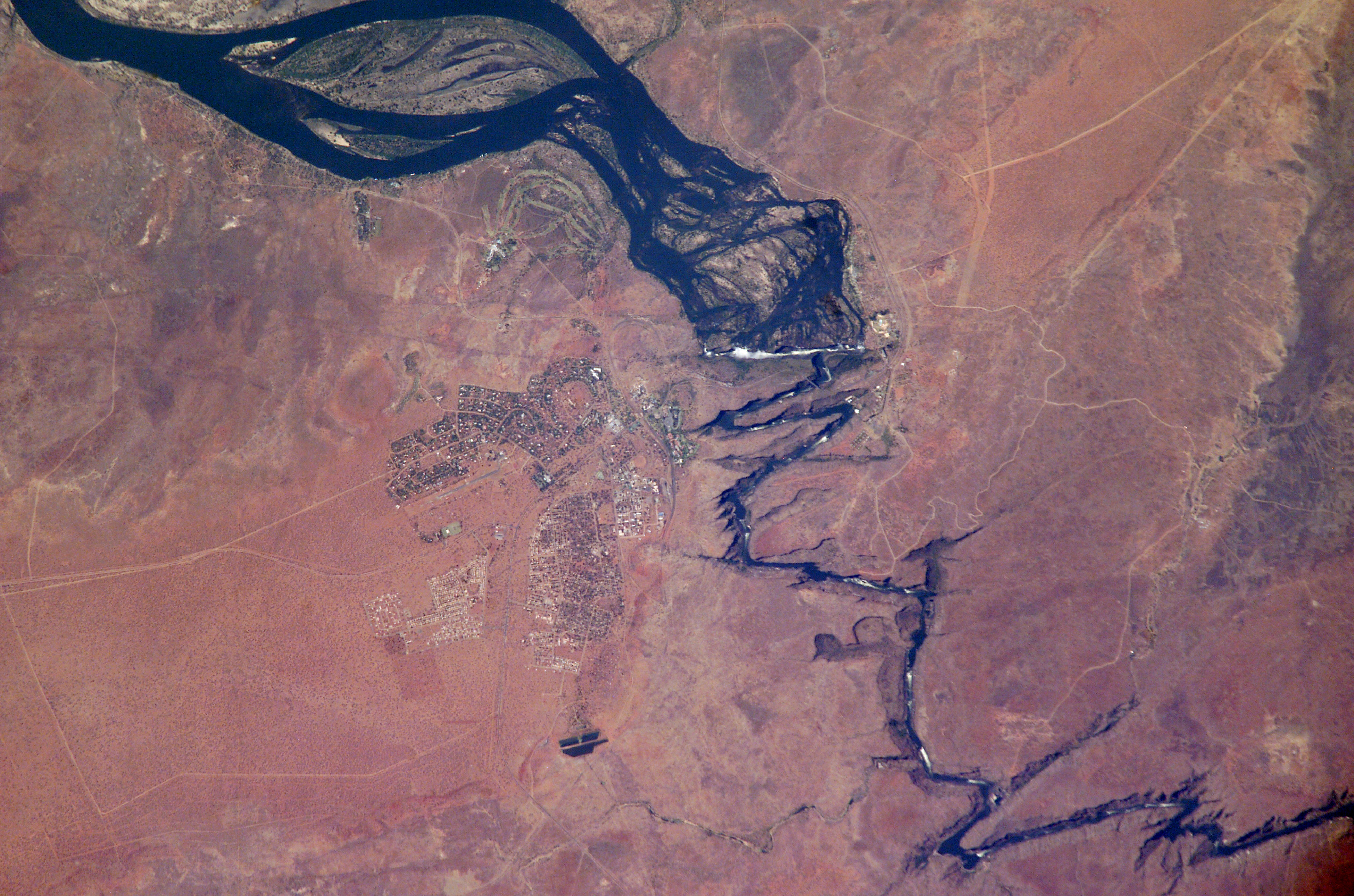
Satellitenbild der Victoriafälle und der folgenden, zickzackartig verlaufenden Schluchten

Die Region um den Sambesi war mittelalterlichen Geographen als das Reich von Monomotapa bekannt und der Flussverlauf war wie die Lage des Ngamisees (im Okavangobecken gelegen) und des Malawisees recht genau in frühen Karten eingezeichnet. Diese wurden möglicherweise nach Kenntnissen der Araber angefertigt.
Der erste Europäer, der den oberen Sambesi besuchte, war David Livingstone auf seiner Erkundung des Betschuanalandes von 1851 bis 1853. Zwei oder drei Jahre später folgte er dem Sambesi abwärts bis zur Mündung, im Verlauf dieser Reise entdeckte er die Victoriafälle. Während 1858 bis 1860 reiste Livingstone in Begleitung von John Kirk von der Kongone-Mündung bis zu den Wasserfällen. Dabei folgte er auch dem Lauf des Shire und erreichte den Malawisee.
Während der nächsten 35 Jahre fanden nur wenige Erkundungen des Flusses statt, aber 1889 wurde der Chinde-Kanal nördlich der Hauptmündungen entdeckt. Zwei Expeditionen unter Major A. St Hill Gibbons von 1895 bis 1896 und 1898 bis 1900 führten die Erkundung fort, die Livingstone im oberen Bereich und im Hauptverlauf des Flusses begonnen hatte. Der portugiesische Entdecker Alexandre Alberto da Rocha de Serpa Pinto untersuchte einige der westlichen Zuflüsse und vermaß 1878 die Victoriafälle.

## Wirtschaft

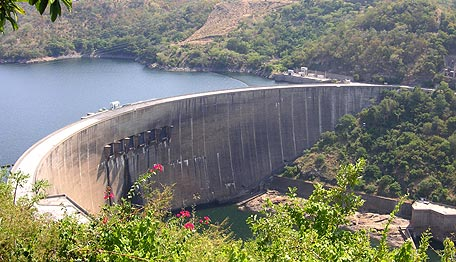
Kariba-Staudamm

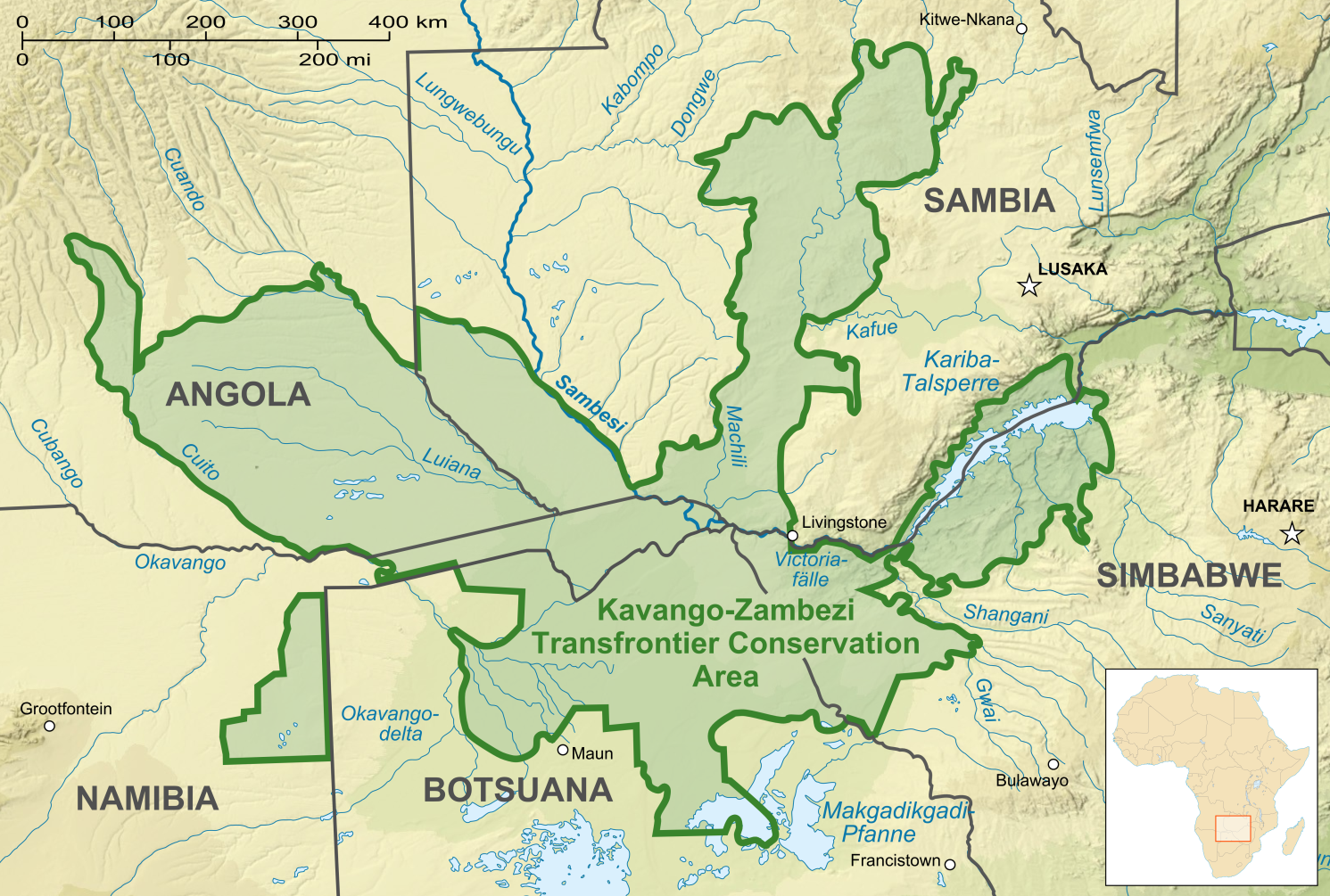
Karte der grenzüberschreitenden Kavango-Zambezi Transfrontier Conservation Area

Die Bevölkerung im Tal des Sambesi beträgt etwa 32 Millionen Menschen, von diesen leben 80 % von der Landwirtschaft. Die Überschwemmungsgebiete des oberen Flusses liefern fruchtbares Land, das gut für den Anbau geeignet ist.
Der Sambesi wird intensiv befischt, viele Leute nehmen dafür weite Strecken auf sich. Einige Städte, die an Straßen zum Sambesi liegen, erheben inoffizielle Fischsteuern von Fischenden aus anderen Landesteilen. Sportfischerei, vor allem zwischen Mongu und Livingstone, bei der exotische Fischarten gefangen werden können, und verschiedene Safari-Touren in die Nationalparks bilden die Grundlage für Tourismus. Die Victoriafälle werden jährlich von 1,5 Millionen Besuchern besichtigt, der Karibasee zieht weitere Touristen an.
Das Flusstal ist reich an Mineralvorkommen und fossilen Brennstoffen. Kohlebergwerke bilden in manchen Gegenden einen wichtigen Wirtschaftsfaktor. Die Staudämme im Flussverlauf sind wichtige Energiequellen und bieten vielen Menschen Arbeit.

## Bedeutung als Verkehrsweg
Der Sambesi, der vielmals von Stromschnellen unterbrochen wird, hatte nie große Bedeutung als Verkehrsweg über lange Strecken. Viele kleine Orte entlang des Flusses sind jedoch nur mit Booten erreichbar und durch den oft schlechten Zustand der unbefestigten Straßen, die zudem noch zeitweise überschwemmt werden, ist über kürzere Distanzen der Schiffsverkehr eine geeignete Möglichkeit der Fortbewegung.

## Übergänge
An vielen Stellen transportieren Fähren Menschen und Fahrzeuge über den Fluss.
Im gesamten Verlauf wird der Sambesi nur von inzwischen fünfzehn Brücken überspannt, davon eine Fußgängerbrücke. Daneben kann der Fluss auf zwei Dämmen überquert werden:
- Die Kariba-Talsperre dient als grenzüberschreitende Querungsmöglichkeit von Simbabwe nach Sambia
- Die Cahora-Bassa-Talsperre in Mosambik kann von Fußgängern überquert werden.

Die Victoria Falls Bridge bei den Victoriafällen war die erste Sambesibrücke; sie wurde im April 1905 fertiggestellt. Sie sollte nach Plänen Cecil Rhodes’ Teil einer Eisenbahnstrecke von Kairo nach Kapstadt werden. Die Brücke überspannt 250 Meter, davon alleine der Hauptbogen 150 Meter. Sie liegt 125 Meter über dem Wasserspiegel des Flusses.
In Sambia existieren neben der Victoria Falls Bridge folgende Brücken:
- die Chinyingi Bridge, eine Fußgänger-Hängebrücke bei Chinyingi im westlichen Sambia, in den 1970er Jahren errichtet,
- die Otto-Beit-Brücke bei Chirundu in Sambia (1939; 2003 durch die Chirundu Bridge ergänzt),
- 2004 wurde die Katima-Mulilo-Brücke (Zambezi Bridge) zwischen Katima Mulilo (Namibia) und Sesheke (Sambia); Teil des Trans Caprivi Highways
- April 2016: die Lubosi Imwiko II Bridge zwischen Mongu und Kalabo (Westprovinz Sambias), eine ein Kilometer lange Stahlbeton-Konstruktion sowie eine 38 Kilometer langer Straßendamm mit weiteren kleinen Brücken über die Barotse-Flutebene, errichtet durch ein chinesisches Bauunternehmen ab 2011 mit Kosten von 1200 Milliarden Kwacha. (15° 13′ S, 22° 55′ O)[5][6]
- April 2016: die Sioma Bridge, wenige Kilometer unterhalb der Ngonyefälle (Westprovinz Sambias) 16° 40′ S, 23° 38′ O, eine 252 m lange Brücke (Kosten: 108 Millionen Kwacha) im Verlauf der Straßenverbindung zwischen Sesheke und Senanga.[7]
- 2020: die Kazungula Bridge ist eine 923 Meter lange Brücke zwischen Botswana und Sambia

Folgende Brücken wurden in Mosambik errichtet:
- die Dona-Ana-Brücke, eine Eisenbahnbrücke zwischen Villa de Senna und Mutarara am Unterlauf (1934),
- die Ponte Samora Machel in Tete in Mosambik (1973 eröffnet)
- 2009: die Armando-Guebuza-Brücke (2376 m), die in Mosambik die Provinzen Sofala und Zambezia verbindet; ihr Bau kostete 80 Millionen Euro
- November 2014: Ponte de Kassuende bei Tete

## Fotos der Brücken über den Sambesi
- Hängebrücke bei Chinyingi (Memento vom 29. September 2007 im Webarchiv archive.today)
- Brücke bei Sesheke
- Victoria-Falls-Bridge
- Hängebrücke bei Tete
- Eisenbahnbrücke bei Vila Sena als Straße

## Flussgeschichte

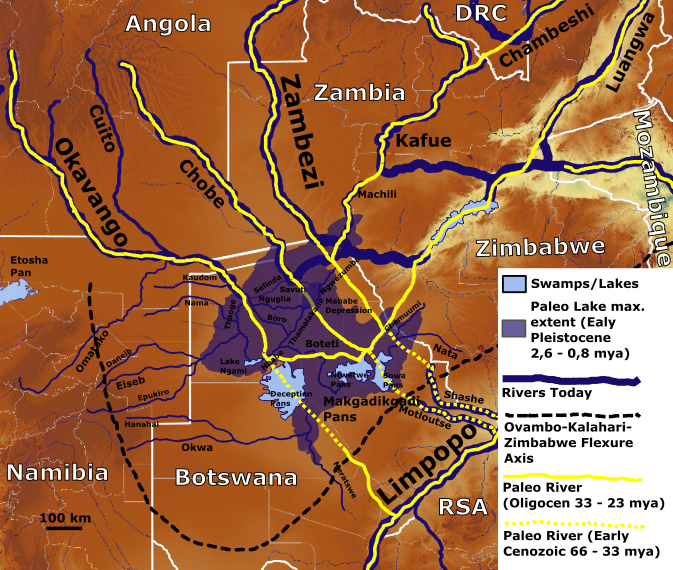
Die vermutete maximale Ausdehnung des Paleo-Makgadikgadisees im frühen Pleistozän und der Verlauf der Flüsse im frühen bis mittleren Känozoikum.

Vor etwa 65 Millionen Jahren mündete der Sambesi nicht in die Straße von Mosambik. Er floss parallel zum Cuando und Okavango und mündete wie diese in den Limpopo. Dabei benutzte der Sambesi das Flussbett des Shashe, und der Cuando das des Motloutse. Zwar waren auch damals der Luangwa und der Kafue Nebenflüsse des Sambesi, aber der Kafue war durch den Chambeshi verlängert und er mündete über das Machili-Tal. Der Luangwa hatte zwar einen Verlauf wie heute, floss allerdings nicht an der heutigen Mündung nach Osten, sondern nach Westen, das heutige Flussbett des Sambesi hinauf, und mündete im Grenzgebiet zwischen Simbabwe und Botswana in den Paläo-Sambesi.

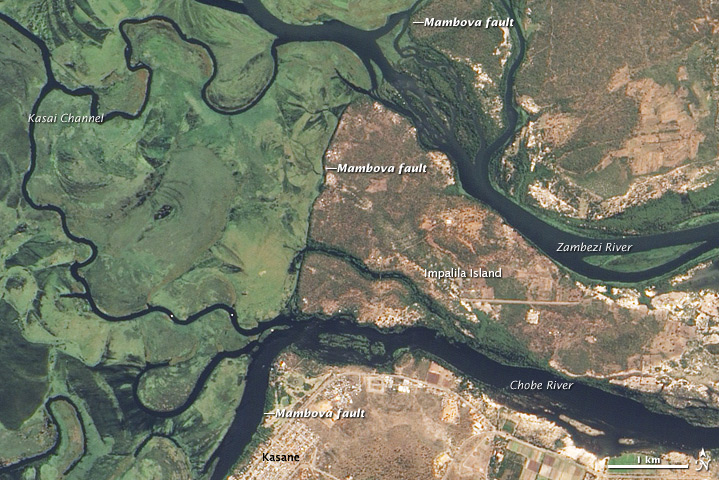
Die Mambove-Verwerfung mit dem Durchbruch des Sambesi und des Chobe (Cuando)

Durch die Hebung der Ovambo-Kalahari-Simbabwe-Verwerfung (OKZ) entstand eine neue Wasserscheide, die den Sambesi vom Limpopo abschnitt. In der Folge bildete sich im Makgadikgadi-Becken ein See, dessen höchste Uferlinie bei 995 m lag, und der in seiner Ausdehnung mit dem heutigen Viktoriasee vergleichbar, beziehungsweise teils deutlich größer war. Bisher wurden insgesamt 5 unterschiedliche Uferlinien gefunden. Gestaut wurde der See am heutigen Sambesi durch die Chobe- oder Mambova-Verwerfung. Im weiteren Ablauf änderte der Luangwa seinen Lauf nach Osten. Danach fiel der Chambeshi weg, der seither zum Kongo-Einzugsgebiet gehört. Dann verlagerte der Kafue seinen Verlauf über die Kafue-Auen in sein heutiges Bett. Und schließlich durchbrach der Sambesi die Verwerfungen oberhalb der Victoriafälle, sodass auch er nicht mehr ins Makgadikgadi-Becken floss. Als letzter wurde der Verlauf des Cuando durch eine Sanddüne zum Sambesi umgelenkt, obwohl er auch heute noch über den Savuti und den Magwekwana teils Kontakt zum Okavango hat.

## Namensbezüge
In der Filmkomödie „King Ralph“ (1991) kommt ein afrikanischer Phantasiestaat namens „Sambesi“ vor, dessen König Mulambon (Rudolph Walker) diplomatische Beziehungen zu Großbritannien aufbauen will.
Im Zoo Hannover gibt es einen afrikanisch inspirierten Teil namens „Sambesi“, den man auf einem ebenfalls „Sambesi“ genannten Wasserlauf mit Booten durchfahren kann.